# Incilius epioticus
Incilius epioticus is een kikker uit de familie padden (Bufonidae). Het was lange tijd de enige soort uit het niet meer erkende geslacht Crepidophryne. De soort had als wetenschappelijke soortaanduiding epiotica in plaats van het huidige epioticus. De soort werd voor het eerst wetenschappelijk beschreven door Edward Drinker Cope in 1875. Oorspronkelijk werd de wetenschappelijke naam Crepidius epioticus gebruikt.
De kikker komt voor in delen van Zuid-Amerika en leeft in de landen Costa Rica en Panama.
Savage onderzocht de pad, die een gravende levenswijze heeft en nachtactief is. De soort bewoont de strooisellaag van vochtige, beboste Atlantische hellingen op een hoogte van grofweg 1000 tot 2000 meter boven zeeniveau. Over de voortplantingswijze is nog niets bekend.
Adenomus · 
Altiphrynoides · 
Amazophrynella · 
Anaxyrus · 
Ansonia · 
Atelopus · 
Barbarophryne · 
Blythophryne · 
Bufo · 
Bufoides · 
Bufotes · 
Capensibufo · 
Churamiti · 
Dendrophryniscus · 
Didynamipus · 
Duttaphrynus · 
Epidalea · 
Frostius · 
Ghatophryne · 
Incilius · 
Ingerophrynus · 
Laurentophryne · 
Leptophryne · 
Melanophryniscus · 
Mertensophryne · 
Metaphryniscus · 
Nannophryne · 
Nectophryne · 
Nectophrynoides · 
Nimbaphrynoides · 
Oreophrynella · 
Osornophryne · 
Parapelophryne · 
Pedostibes · 
Pelophryne · 
Peltophryne · 
Phrynoidis · 
Poyntonophrynus · 
Pseudobufo · 
Rentapia · 
Rhaebo · 
Rhinella · 
Sabahphrynus · 
Schismaderma · 
Sclerophrys · 
Strauchbufo · 
Truebella · 
Vandijkophrynus · 
Werneria · 
Wolterstorffina · 
Xanthophryne